# 豊中市立千成小学校
豊中市立千成小学校（とよなかしりつ せんなりしょうがっこう）は、大阪府豊中市千成町二丁目にある公立小学校。豊中市で一番南にある小学校でもある。
近隣の豊中市立庄内南小学校の学校規模が過大になったため、同校から分離する形で1966年に開校した。

## 沿革
- 1966年4月1日 - 豊中市立千成小学校として開校。
- 1966年9月24日 - 豊中市主催の開校式を実施。
- 1967年2月19日 - 全学年がそろい、3学期始業式を実施。この日を創立記念日とする。
- 1992年 - ビオトープが完成。
- 1993年 - 豊中市教育委員会より、体力づくりの研究校に指定される。
- 1995年1月17日 - 阪神・淡路大震災で校舎および校区に被害。
- 1996年1月20日 - 校庭に豊中市消防本部南消防署仮庁舎を併設（同年3月25日までの約2ヶ月間）。
- 1997年 - 豊中市教育委員会より、同和教育の研究校に指定される。

## 通学区域
- 豊中市 神州町、三和町2丁目・4丁目、三和町3丁目（府営住宅を除く）、千成町1丁目～3丁目、日出町2丁目、三国1丁目～2丁目[1]。

卒業生は豊中市立第六中学校・豊中市立第七中学校の2校に分かれて進学する。

## 交通
- 阪急宝塚線三国駅 西へ約1.2km。